# Tanya Tucker
Tanya Denise Tucker (Texas, 10 de outubro de 1958) é uma cantora de música country norte-americana.